# Aeropuerto Internacional de Bournemouth
El Aeropuerto Internacional de Bournemouth  (en inglés: Bournemouth International Airport; IATA: BOH; OACI: EGHH), anteriormente conocido como Aeropuerto de Hurn (en inglés: Hurn Airport) (50°46′48″N 01°50′33″O / 50.78000, -1.84250), es un aeropuerto ubicado unos 8 km al noreste de Bournemouth, en el borough de Christchurch, en Dorset (Inglaterra). Al aeropuerto llegan y del mismo salen vuelos a Chipre, España, Grecia, Polonia y Turquía. En 2007 se superó por primera vez el millón de pasajeros por año en este aeropuerto, con una cifra exacta de 1.083.379 personas arribando y partiendo de él. El aeropuerto fue renovado a principios de 2015, cuando se abrió la primera fase del Aeropuerto Internacional de Channel 1.

## Beneficios
- Bajo nivel de utilización.
- Una sola terminal.

## Aerolíneas y destinos
| Aerolíneas  | Destinos |
| ----------- | --- |
| easyJet     | Estacional: Ginebra, Lyon |
| Jet2.com    | Alicante (inicia 3 de mayo de 2025), Fuerteventura (inicia 2 de abril de 2025), Funchal (inicia 1 de mayo de 2025), Gran Canaria (inicia 6 de abril de 2025), Lanzarote (inicia 4 de abril de 2025), Tenerife–Sur (inicia 1 de abril de 2025) Estacional: Antalya (inicia 3 de mayo de 2025), Corfú (inicia 7 de mayo de 2025), Dalaman (inicia 3 de abril de 2025), Faro (inicia 4 de abril de 2025), Heraclión (inicia 6 de mayo de 2025), Ibiza (inicia 1 de mayo de 2025), Menorca (inicia 4 de mayo de 2025), Palma de Mallorca (inicia 2 de abril de 2025), Rodas (inicia 5 de mayo de 2025), Zante (inicia 1 de mayo de 2025) |
| Ryanair     | Agadir (inicia 1 de abril de 2024), Alicante, Breslavia, Cracovia, Edimburgo, Faro, Gran Canaria, Lanzarote, Málaga, Malta, Tenerife–Sur Estacional: Bergerac, Budapest, Carcassonne, Gerona, Murcia, Nantes (inicia 1 de junio de 2024), Palma de Mallorca, Venecia, Zara |
| TUI Airways | Lanzarote, Tenerife Sur Estacional: Antalya, Cefalonia, Corfú, Dalaman, Enfidha (inicia 3 de mayo de 2024), Gran Canaria, Heraclión, Ibiza, Menorca, Palma de Mallorca, Pafos, Rodas, Zante |

## Estadísticas
Ver fuente y consulta Wikidata.
| Puesto | Aeropuerto        | Pasajeros | Variación % |
| ------ | ----------------- | --------- | ----------- |
| 1      | Palma de Mallorca | 110.968   | 410,3%      |
| 2      | Alicante          | 70.195    | 237,7%      |
| 3      | Málaga            | 67.418    | 212,7%      |
| 4      | Tenerife Sur      | 55.073    | 327,7%      |
| 5      | Faro              | 50.890    | 280,1%      |
| 6      | Gerona            | 35.907    | 430,3%      |
| 7      | Cracovia          | 34.815    | 155,2%      |
| 8      | Lanzarote         | 29.567    | 262,7%      |
| 9      | Murcia            | 29.233    | 254,6%      |
| 10     | Dublín            | 28.983    | 621,7%      |